# Canon EOS 50
Canon EOS 50/50E (название в США — Canon EOS Elan II/IIE, в Японии — Canon EOS 55) — малоформатный однообъективный зеркальный фотоаппарат с автофокусом, выпущенный в 1995 году. Предназначен для использования плёнки типа 135. Корпус отделан алюминием.
Версия с литерой E в названии (Canon 50E в Европе и Canon EOS Elan IIE в США) поддерживает автофокусировку с управлением движением глаза. Является второй (после Canon EOS 5) камерой Canon, поддерживающей эту функцию.
Питание осуществляется от батареи 2CR5, камера совместима с батарейной ручкой BP-50.